# Calvaria de Cima
Calvaria de Cima é uma freguesia portuguesa do município de Porto de Mós, com 10,11 km² de área e 2477 habitantes (censo de 2021). A sua densidade populacional é 245 hab./km².
A freguesia foi criada pela lei n.º 1689, de 10/12/1924, com lugares desanexados das freguesias de São João Baptista e São Pedro.

## Demografia
A população registada nos censos foi:
| Distribuição da População por Grupos Etários | Distribuição da População por Grupos Etários | Distribuição da População por Grupos Etários | Distribuição da População por Grupos Etários | Distribuição da População por Grupos Etários |
| -------------------------------------------- | -------------------------------------------- | -------------------------------------------- | -------------------------------------------- | -------------------------------------------- |
| Ano                                          | 0-14 Anos                                    | 15-24 Anos                                   | 25-64 Anos                                   | > 65 Anos                                    |
| 2001                                         | 327                                          | 336                                          | 1201                                         | 315                                          |
| 2011                                         | 423                                          | 207                                          | 1408                                         | 424                                          |
| 2021                                         | 361                                          | 267                                          | 1321                                         | 528                                          |

## Património
- Capela de São Jorge (Aljubarrota) inserido na área envolvente ao Campo Militar de São Jorge, onde se deu a célebre Batalha de Aljubarrota e onde lá estão as "covas de lobo" para testemunhar esse facto. Em Calvaria de Cima situa-se o Centro de Interpretação da Batalha de Aljubarrota que explica o desenrolar desses acontecimentos e suas implicações[5].